# نيكولا بيرتيلوت
نيكولا بيرتيلوت (بالفرنسية: Nicolas Berthelot)‏ هو لاعب رماية فرنسي، ولد في 26 يوليو 1964 في باريس في فرنسا.

## وصلات خارجية
- نيكولا بيرتيلوت على موقع أوليمبيديا (الإنجليزية)